# Karl Fruwirth
Karl Fruwirth (31 de agosto de 1862-21 de julio de 1930) fue un agrónomo, botánico, y profesor austríaco.

## Biografía
Era hijo de un pintor de temas históricos, después de dos años de prácticas agrícolas en el Colegio de Ciencias Agrícolas en Viena, en 1886 realizó un viaje de estudio de cuatro meses a EE. UU. A su regreso, obtuvo el título de maestría de Gestión Agraria y de Cultivos, y siguió estudiando dos semestres en la Universidad de Viena.
De 1887 a 1897, fue profesor en la "institución de educación superior agrícola Francisco-Josephinum" en Mödling, cerca de Viena. En 1892 completó su habilitación en la Universidad de Ciencias Agrícolas en Viena y enseñó aquí ya que en el mismo cultivo. También celebró por primera vez en este conferencias universitarias sobre fitomejoramiento. Durante su tiempo libre, hizo varios viajes de estudio y publicó numerosos artículos sobre temas de actualidad de la agricultura. Su primer libro sobre lúpulo (Hopfenbau und Hopfenbehandlung) (1888) siendo galardonado con un premio.
En 1897, es profesor titular de agronomía de la Academia de Agricultura de Hohenheim. Allí pasó diez años. Sus tareas docentes incluían conferencias sobre producción de plantas, cultivo de plantas, historia de la agricultura, así como de maquinaria agrícola. En su iniciativa, la Planta de Estado Royal Württemberg fundada en 1905 en Hohenheim. Fue el primer Consejo, desarrollando actividades de investigaciones de cultivos de plantas, ensayos de variedades Württemberg y certificación de semillas.
En 1907, regresó de nuevo a Austria. Como sucesor de Guido Krafft, se hizo cargo de la cátedra de Agricultura y Silvicultura de la Universidad Técnica de Viena. En primer lugar, fue contratado como profesor invitado. En 1910 fue nombrado profesor extraordinario y nombrado profesor titular en 1917. En comparación con Hohenheim sólo tenía una posición académica modesta en Viena. Compró con propios fondos, la finca "Buena Waldhof" en Amstetten, Baja Austria. Allí estableció un campo de pruebas, con su esposa Jenny (1864-1948) y su única hija.
Fruwirth murió como consecuencia de un cáncer de piel. En el cementerio en Amstetten, cerca de su finca "Waldhof" encontró su última morada.

## Honores y premios
- 1922: título de consejero, por el Colegio de Agricultura de Hohenheim
- 1924: miembro de la Universidad de Ciencias Agrícolas, Viena, y doctorado honorario.
- miembro de la Academia Alemana de Ciencias Leopoldina y miembro correspondiente de los colegios agrícolas de Florencia y de Estocolmo desde 1925.
- caballero Cruz de la Real Casa Kronordens Württemberg.

### Eponimia
- Calle, en terrenos de la Universidad de Hohenheim (Fruwirthstraße).

## Algunas publicaciones
- 1888. Hopfenbau und Hopfenbehandlung. Parey, Berlín. 2ª ed 1908. 3ª ed. 1928 = Thaer-Bibliothek v. 70.

- 1896. Landwirtschaftliche Pflanzenzüchtung und ihre Stätten in Oesterreich. Deuticke, Viena.

- 1898. Der Anbau der Hülsenfrüchte. Parey, Berlín. 2ª ed. 1914 = Thaer-Bibliothek v. 96. 3ª ed. con el título Handbuch des Hülsenfruchterbaues. 1921.

- 1905. Die Züchtung der landwirtschaftlichen Kulturpflanzen. En 1914 con el título Handbuch der landwirtschaftlichen Pflanzenzüchtung. 5 v. Parey, Berlín. V. 1: 1901 (7ª ed. 1930) V. 2: 1904 (5ª ed. 1924) V. 3: 1906 (5ª ed. 1924) V. 4: 1907 (4ª ed. 1923) V. 5: 1912 (2ª ed. 1923).

- 1907. Der Getreidebau. Jänecke, Leipzig = Bibliothek der gesamten Landwirtschaft, v. 14. – Nueva edición Leipzig 1921 = Handbuch für die gesamte Landwirtschaft. Abt. 40 u. 41.

- Guido Krafft. 1907. Lehrbuch der Landwirtschaft auf wissenschaftlicher und praktischer Grundlage. Revisó Carl Fruwirth. Parey, Berlín. V. 1: Die Ackerbaulehre. 9.ª ed. 1910 a 1915. Ed. 1927. V. 2: Die Pflanzenbaulehre. 8ª ed. 1908 a 1914. Ed. 1927.

- 1913. Die Pflanzen der Feldwirtschaft. Stuttgart.

- 1918. Die Saatenanerkennung. Parey, Berlín. 2ª ed. 1922.

- con Theodor Roemer. 1921. Einführung in die landwirtschaftliche Pflanzenzüchtung. Parey, Berlín. 2ª ed. 1923.

- La abreviatura «Fruwirth» se emplea para indicar a Karl Fruwirth como autoridad en la descripción y clasificación científica de los vegetales.[2]